# 聖佐治島 (馬里蘭州)
聖佐治島（英語：St. George Island）是位於美國馬里蘭州聖瑪麗斯縣的一個普查規定居民點。

## 人口
根據2020年美國人口普查的數據，聖佐治島的面積為2.41平方千米，當中陸地面積為2.04平方千米，而水域面積為0.37平方千米。當地共有人口265人，而人口密度為每平方千米109.96人。